# 檮原町
檮原町（ゆすはらちょう）は、高知県の西部にある町で、高岡郡に属する。

## 概要
梼原町は略式表記。日本三大カルストの一つ、四国カルスト高原を擁する。古来から伊予（愛媛県）との繋がりが深い。建築家である隈研吾が手がけた建造物が多くあることでも知られている。

## 地理
高知県北西部の高岡郡に属し、四国山地の西端に位置する。また、日本三大カルストの一つ、四国カルストを町北部に擁する。
四方を山々に囲まれ、町面積の91％を森林が占めている。公式サイトなどでは「雲の上の町」をキャッチコピーとしている。

### 地形

#### 山地
主な山
- 高研山
- 雨包山
- 五段城

#### 河川
主な川
- 梼原川
- 四万川川
- 北川川

### 気候
| 梼原（1991年 - 2020年）の気候      | 梼原（1991年 - 2020年）の気候 | 梼原（1991年 - 2020年）の気候 | 梼原（1991年 - 2020年）の気候 | 梼原（1991年 - 2020年）の気候 | 梼原（1991年 - 2020年）の気候 | 梼原（1991年 - 2020年）の気候 | 梼原（1991年 - 2020年）の気候 | 梼原（1991年 - 2020年）の気候 | 梼原（1991年 - 2020年）の気候 | 梼原（1991年 - 2020年）の気候 | 梼原（1991年 - 2020年）の気候 | 梼原（1991年 - 2020年）の気候 | 梼原（1991年 - 2020年）の気候 |
| 月                                 | 1月                           | 2月                           | 3月                           | 4月                           | 5月                           | 6月                           | 7月                           | 8月                           | 9月                           | 10月                          | 11月                          | 12月                          | 年                            |
| ---------------------------------- | ----------------------------- | ----------------------------- | ----------------------------- | ----------------------------- | ----------------------------- | ----------------------------- | ----------------------------- | ----------------------------- | ----------------------------- | ----------------------------- | ----------------------------- | ----------------------------- | ----------------------------- |
| 最高気温記録 °C （°F）             | 18.6 (65.5)                   | 23.6 (74.5)                   | 25.3 (77.5)                   | 30.2 (86.4)                   | 32.5 (90.5)                   | 34.5 (94.1)                   | 38.2 (100.8)                  | 38.7 (101.7)                  | 36.0 (96.8)                   | 29.8 (85.6)                   | 26.2 (79.2)                   | 20.8 (69.4)                   | 38.7 (101.7)                  |
| 平均最高気温 °C （°F）             | 7.6 (45.7)                    | 9.3 (48.7)                    | 13.5 (56.3)                   | 19.1 (66.4)                   | 23.3 (73.9)                   | 25.4 (77.7)                   | 29.5 (85.1)                   | 30.3 (86.5)                   | 26.9 (80.4)                   | 21.8 (71.2)                   | 16.0 (60.8)                   | 10.0 (50)                     | 19.4 (66.9)                   |
| 日平均気温 °C （°F）               | 2.6 (36.7)                    | 3.6 (38.5)                    | 7.1 (44.8)                    | 12.1 (53.8)                   | 16.5 (61.7)                   | 20.0 (68)                     | 23.8 (74.8)                   | 24.3 (75.7)                   | 21.0 (69.8)                   | 15.4 (59.7)                   | 9.7 (49.5)                    | 4.4 (39.9)                    | 13.4 (56.1)                   |
| 平均最低気温 °C （°F）             | −1.4 (29.5)                   | −1.0 (30.2)                   | 1.8 (35.2)                    | 6.2 (43.2)                    | 11.0 (51.8)                   | 15.9 (60.6)                   | 20.1 (68.2)                   | 20.6 (69.1)                   | 17.1 (62.8)                   | 10.9 (51.6)                   | 5.0 (41)                      | 0.3 (32.5)                    | 8.9 (48)                      |
| 最低気温記録 °C （°F）             | −12.0 (10.4)                  | −10.5 (13.1)                  | −6.6 (20.1)                   | −3.0 (26.6)                   | 0.3 (32.5)                    | 6.6 (43.9)                    | 13.2 (55.8)                   | 12.8 (55)                     | 5.2 (41.4)                    | −1.0 (30.2)                   | −3.7 (25.3)                   | −11.4 (11.5)                  | −12.0 (10.4)                  |
| 降水量 mm （inch）                 | 87.3 (3.437)                  | 109.0 (4.291)                 | 164.9 (6.492)                 | 180.5 (7.106)                 | 220.9 (8.697)                 | 353.7 (13.925)                | 421.9 (16.61)                 | 409.5 (16.122)                | 390.7 (15.382)                | 173.9 (6.846)                 | 113.7 (4.476)                 | 102.8 (4.047)                 | 2,728.7 (107.429)             |
| 平均降水日数 （≥1.0 mm）           | 11.2                          | 10.4                          | 12.8                          | 11.1                          | 11.2                          | 14.9                          | 13.9                          | 13.1                          | 13.3                          | 9.0                           | 9.1                           | 11.0                          | 141.1                         |
| 平均月間日照時間                   | 112.6                         | 125.9                         | 164.2                         | 186.1                         | 190.8                         | 124.7                         | 160.3                         | 171.1                         | 133.5                         | 141.2                         | 115.9                         | 113.5                         | 1,739.7                       |
| 出典1：Japan Meteorological Agency |                               |                               |                               |                               |                               |                               |                               |                               |                               |                               |                               |                               |                               |
| 出典2：気象庁                      |                               |                               |                               |                               |                               |                               |                               |                               |                               |                               |                               |                               |                               |

### 人口
本町の人口は1950年代に1万人を突破したのをピークに急激に減少している。
| |                                        |  |
| 檮原町と全国の年齢別人口分布（2005年） | 檮原町の年齢・男女別人口分布（2005年） |  |
| ■紫色 ― 檮原町 ■緑色 ― 日本全国 | ■青色 ― 男性 ■赤色 ― 女性              |  |
| 檮原町（に相当する地域）の人口の推移 \| 1970年（昭和45年） \| 7,011人 \| \| \| 1975年（昭和50年） \| 6,170人 \| \| \| 1980年（昭和55年） \| 5,750人 \| \| \| 1985年（昭和60年） \| 5,407人 \| \| \| 1990年（平成2年） \| 5,020人 \| \| \| 1995年（平成7年） \| 4,998人 \| \| \| 2000年（平成12年） \| 4,860人 \| \| \| 2005年（平成17年） \| 4,625人 \| \| \| 2010年（平成22年） \| 3,984人 \| \| \| 2015年（平成27年） \| 3,608人 \| \| \| 2020年（令和2年） \| 3,307人 \| \| |                                        |  |
| 総務省統計局 国勢調査より |                                        |  |
| 1970年（昭和45年） | 7,011人                                |  |
| 1975年（昭和50年） | 6,170人                                |  |
| 1980年（昭和55年） | 5,750人                                |  |
| 1985年（昭和60年） | 5,407人                                |  |
| 1990年（平成2年） | 5,020人                                |  |
| 1995年（平成7年） | 4,998人                                |  |
| 2000年（平成12年） | 4,860人                                |  |
| 2005年（平成17年） | 4,625人                                |  |
| 2010年（平成22年） | 3,984人                                |  |
| 2015年（平成27年） | 3,608人                                |  |
| 2020年（令和2年） | 3,307人                                |  |

### 隣接自治体
高知県
- 高岡郡津野町
- 高岡郡四万十町

愛媛県
- 西予市
- 上浮穴郡久万高原町
- 北宇和郡鬼北町

## 歴史

### 明治時代
- 1889年（明治22年）4月1日 - 町村制の施行により、四万川村、越知面村、檮原村、初瀬村、中平村及び松原村の区域をもって西津野村が発足。
  - 四万川 → 上組・中の川・本モ谷（以上1978年成立）、茶や谷・下組・東川・東向・富永・坂本川・六丁・井高・坪野田・文丸・神の山（以上1979年、同年大字四万川消滅）
  - 越知面 → 田野々（1974年）、永野・井の谷（以上1975年）、下本村（1976年）、横貝・太田戸・上本村（以上1977年、同年大字越知面消滅）
  - 檮原 → 檮原東（1969年）、松谷・上成・宮野々（以上1971年）、竹の藪・広野（以上1972年）、仲間・上西の川・下西の川（以上1973年、残りは大字檮原として存続）
  - 初瀬 → 家籠戸（1976年）、上折渡・下折渡・大野地・影野地・佐渡・初瀬本村・仲久保（以上1981年、同年大字初瀬消滅）
  - 中平 → 大向（1982年、残りは大字中平として存続）
  - 松原 → 久保谷・島中（以上1983年、残りは大字松原として存続）
  - 檮原東 → 後別当・大蔵谷・川西路・飯母・太郎川・神在居・仲洞・豊原・川井・川口（以上1984年 残りは檮原に編入、同年大字檮原東消滅）
- 1912年（明治45年）7月20日 - 西津野村が改称して檮原村となる。

### 昭和時代
- 1966年（昭和41年）11月3日 - 檮原村が町制施行して檮原町となる。
- 1978年（昭和53年）5月17日 - 自衛隊機PS-1が安良川山の山腹に墜落。13人死亡[2]。

### 平成時代
- 2009年（平成21年）1月22日 - 環境モデル都市に選定。

## 施設

### 警察
- 須崎警察署檮原駐在所

### 消防
檮原町内に消防署等はない。
町内全域が隣の津野町にある高幡消防組合須崎消防署津野山分署の管轄下となる。

### 医療
主な病院
- 梼原町立国民健康保険梼原病院

主な診療所
- 梼原町立四万川診療所
- 梼原町立松原診療所（小説白い巨塔に登場、柳原弘の赴任先）

### 図書館
- 梼原町立図書館 - 隈研吾によるデザイン。

### 郵便局
郵便番号は以下の通りとなっている。
主な郵便局
- 梼原郵便局：785-06xx、785-07xx

## 対外関係

### 姉妹都市・提携都市

#### 国内
提携都市
- 西宮市（兵庫県） - 友好交流都市
- 東吉野村（奈良県） - 友好町村

その他
- 森林セラピー基地
  - 2007年（平成19年）3月 森林セラピー基地認定。
- 環境モデル都市
  - 2009年（平成21年）1月22日 環境モデル都市指定。

## 生活基盤

### ライフライン

#### しまがわSS
過疎化により生活インフラの参入が見込めないことから、住民が出資した会社が運営するガソリンスタンド「しまがわSS」では給油以外にも生活必需品の販売や葬儀など様々な事業を請け負っている。

#### 電力
四国カルスト地区に発電用風車2基を設置、得た電力を四国電力に売電して、得た資金を使い町内の公共施設に太陽光発電パネルの設置、梼原中学校に小型水力発電機の設置、道の駅「ゆすはら」に地熱利用の温水プールを建設すると共に、町民の太陽熱温水器や太陽光発電パネルの設置、小型水力発電機の設置、間伐材を利用するペレットストーブの購入などに補助をしており、2009年（平成21年）1月22日に政府より環境モデル都市に選定された。将来的にはエネルギーの地産地消によるエネルギー自給率100パーセントを目指している。

## 教育

### 高等学校
県立
- 高知県立梼原高等学校

### 小･中学校
町立
- 梼原小中学校（梼原学園）

小型水力発電機を持ち、夜間の余剰電力で周辺の街灯をLED照明で照らしている。ほか寮には地元の間伐材を利用するペレットストーブが設置されている。
2011年（平成23年）4月より小中一貫教育校となる。

### 廃校

#### 閉校した小学校
- 梼原町立越知面小学校 (平成22年閉校→梼原小学校に統合)
- 梼原町立西川小学校 (平成19年閉校→梼原小学校に統合)
- 梼原町立四万川小学校 (平成22年閉校→梼原小学校に統合)

- 梼原町立四万川東小学校
- 梼原町立四万川西小学校
- 梼原町立上成小学校         (いずれも昭和59年閉校→四万川小学校に統合)

- 梼原町立松原小学校 (平成11年閉校→梼原小学校に統合)
- 梼原町立初瀬東小学校 (昭和63年閉校→梼原小学校に統合)
- 梼原町立初瀬西小学校 (昭和49年閉校→梼原小学校に統合)

## 交通

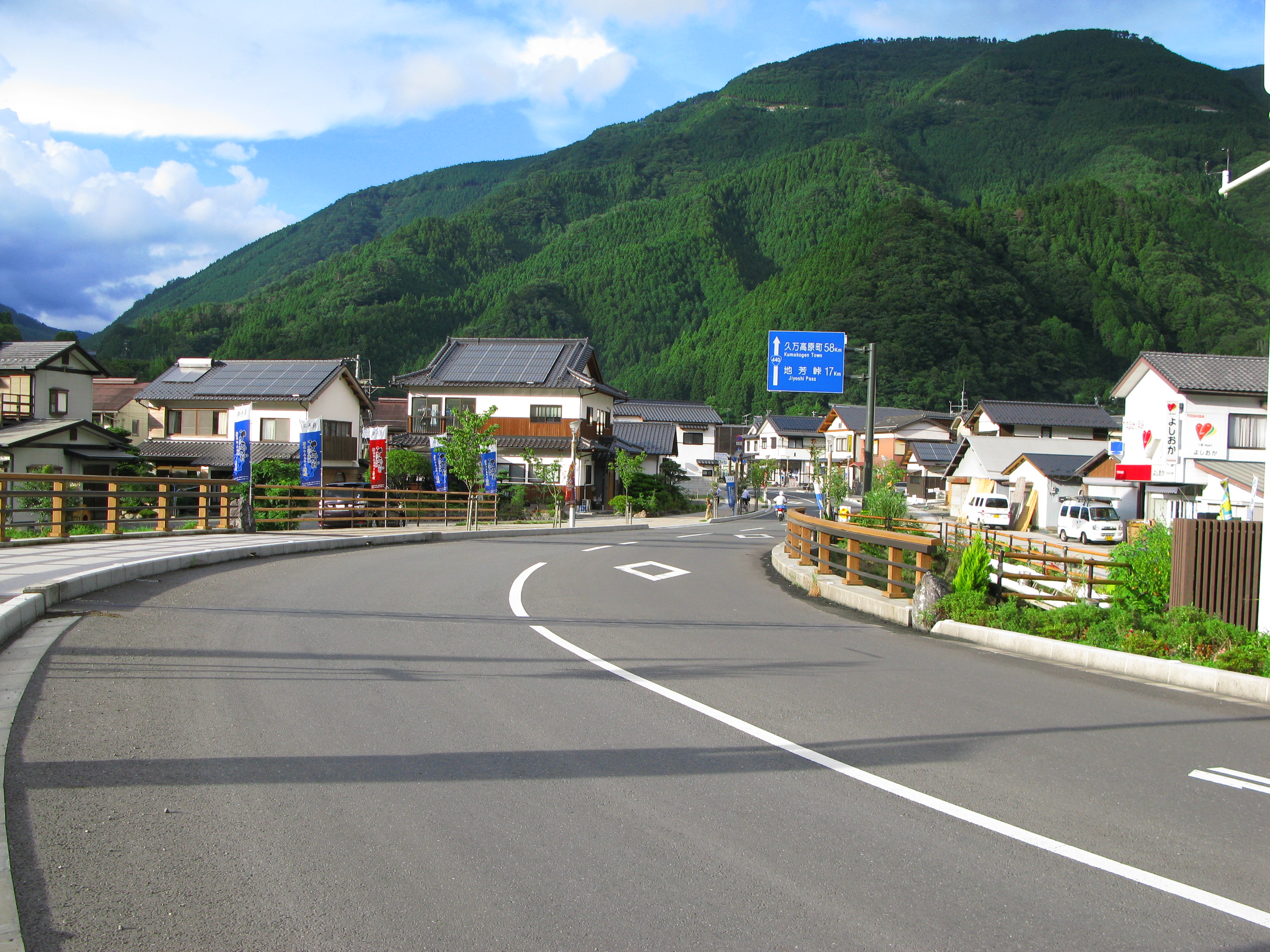
国道440号終点付近（檮原町）

- 町内を鉄道路線は走っていない。町の東側にあるJR四国土讃線須崎駅から路線バスが出ている（1日7往復）。方角は異なるが、JR四国予土線土佐大正駅にも国道が通じている。
- 空港は南国市にある高知龍馬空港が最寄りとなる。空港に直通する公共交通機関はない。

### 路線バス
- 高知高陵交通 - とさでん交通グループ（旧高知県交通の地域子会社）。須崎市との間を結ぶ路線がある。途中、津野町を経由する。
  - 須崎出張所 - 須崎駅前 - 新荘駅前 - 葉山小学校前 - 津野町役場本庁舎前 - 布施ヶ坂公園 - 津野町役場西庁舎前 - 高野 - ゆすはら営業所 - 梼原町役場

### 道路

#### 国道
- 国道197号
  - 道の駅：ゆすはら
- 国道439号
- 国道440号

#### 県道
主要地方道
- 高知県道2号城川梼原線
- 高知県道26号中平梼原線

一般県道
- 高知県道304号上郷梼原線
- 高知県道322号松原窪川線
- 高知県道379号韮ケ峠文丸線

#### 林道
- 公団幹線林道
- 東津野・城川線

#### その他道路
- 土佐維新歴史文化道
- ゆすはら街道（歴史国道）

### 道の駅
- 道の駅ゆすはら

## 観光

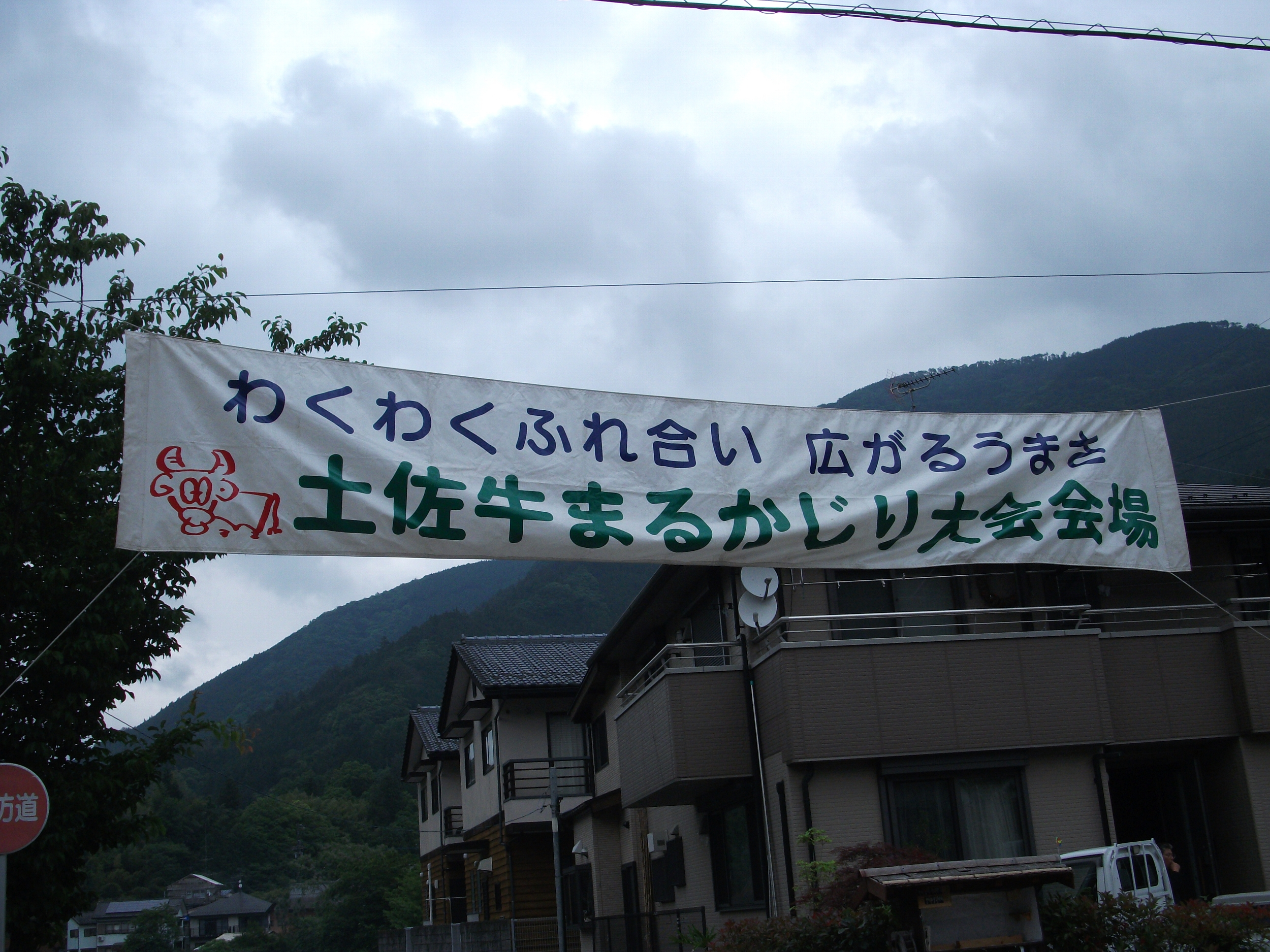
土佐牛まるかじり大会の様子

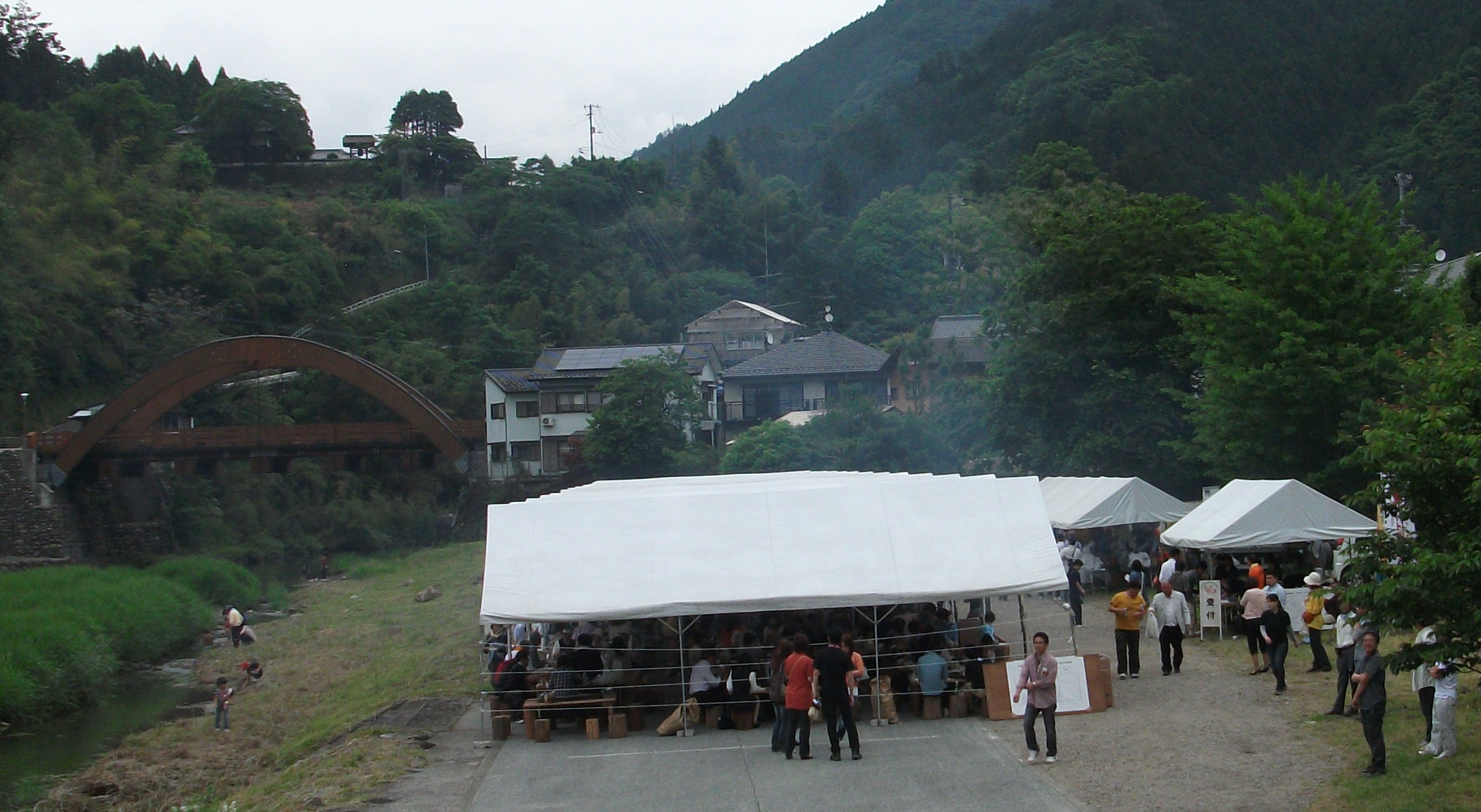
土佐牛まるかじり大会の様子

### 名所・旧跡
名勝
- 四国カルスト
- 千枚田

主な神社
- 三嶋神社
- 海津見神社 - 中の川地域にあり、竜王様の名で知られている。

主な史跡
- 維新の門
- 茶堂 - 藩政時代よりあり、木造平屋建、茅葺屋根、板敷きで作られたもので、木像や石像等を安置し、旅行く人に茶菓子の接待を地区住民が交代で行い、信仰と社交の場として使用されてきた[5]。
- 六志士の墓

### 観光スポット
公園
- 太郎川公園

文化施設
- 檮原町役場（隈研吾デザイン）
- 梼原町立歴史民俗資料館
- ゆすはら座
- 紙漉き体験館かみこや
- 雲の上グループ関連施設
  - 雲の上のホテル 本館[6] - 旧建物（隈研吾デザイン）は1994年に建設されたが建物の老朽化のため2021年10月1日で営業を終了した[7]。新建物も隈研吾デザインで2024年4月オープン予定[7]。
  - 雲の上のホテル 別館マルシェ・ユスハラ[8]（隈研吾デザイン）
  - 雲の上のギャラリー「隈研吾の小さなミュージアム」（隈研吾デザイン） - 2021年10月からの雲の上のホテル本館の建て替えに伴い当面閉鎖になっている[7]。
  - 雲の上の温泉・プール
- 雲の上の図書館[9]（隈研吾デザイン）
- まちの駅「ゆすはら」（隈研吾デザイン）

四万十川流域の文化的景観 上流域の山村と棚田
「四万十川流域の文化的景観 上流域の山村と棚田」が2009年（平成21年）2月12日、国の重要文化的景観として選定された。棚田は神在居（かんざいこ）の地にあり、いつしか「神在居の千枚田」と呼ばれるようになっている。
more treesの森
坂本龍一、桑原茂一、中沢新一、細野晴臣、高橋幸宏が発起人である、森林保全および地球環境温暖化防止のための中間法人more treesのproject 001である、「more treesの森」がある。
集落活動センター
- 集落活動センター「まつばら」[11]
- 集落活動センター「はつせ」
- 集落活動センター「四万川」
- 集落活動センター「おちめん」
- 集落活動センターゆすはら西
- 集落活動センターゆすはら東

## 文化・名物

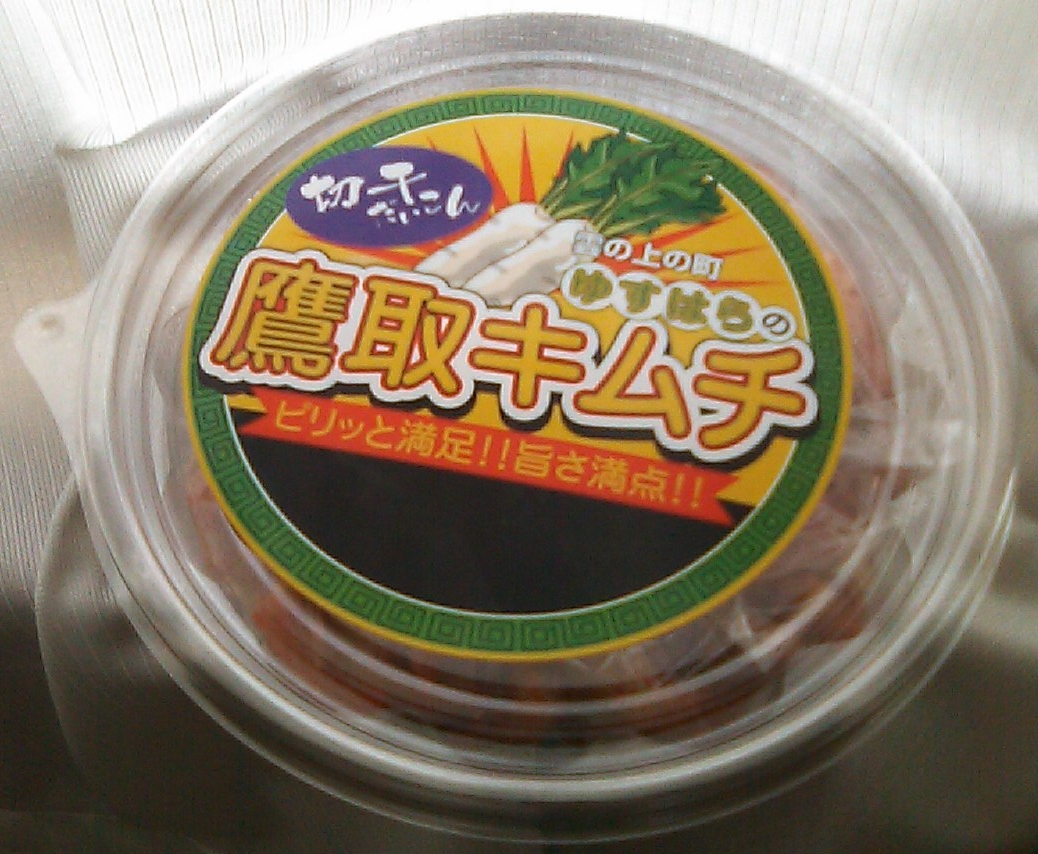
鷹取キムチ

### 祭事･催事
- 土佐牛まるかじり大会（6月の第1週の週末に開催）
- 四国神楽大会
- 津野山神楽
- 龍馬脱藩マラソン大会
  - フルマラソンの部、ハーフマラソンの部、10kmの部がある。
- 四万十街道ひなまつり

### 名産・特産
- 鷹取キムチ - 鷹取の家で平成8年に韓国からの留学生との交流から生まれた商品で、現在では高知県下の量販店で取り扱われている。
- キジ肉 - 昭和60年に発足した梼原町きじ生産組合が販売を行っている
- もろみの素
- 四四〇味噌
- 緑茶

## 出身関連著名人
- 大崎一万発（パチンコライター）
- 中越義幸（檮原村長、衆議院議員）

## ギャラリー

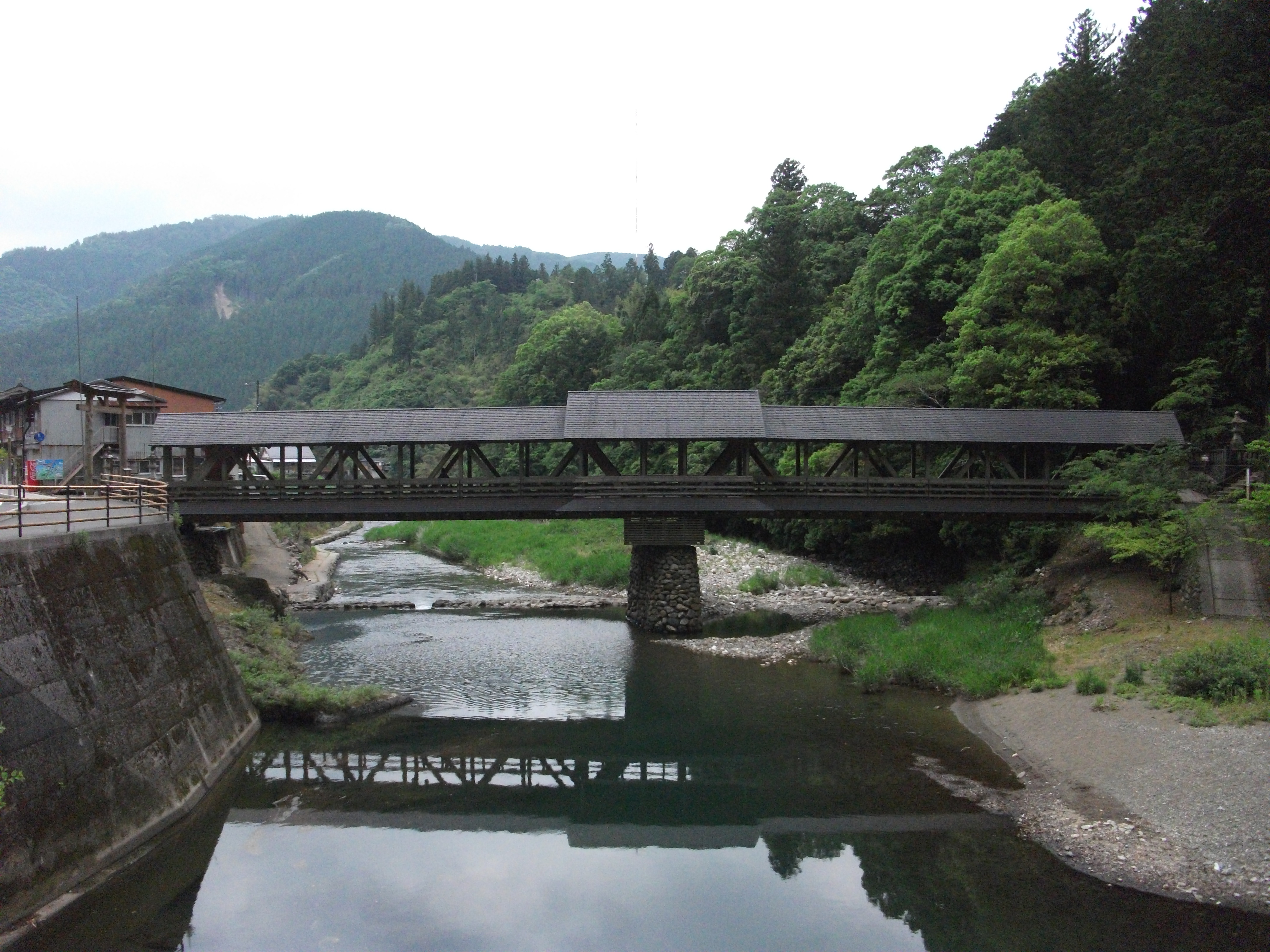
梼原町の梼原川に架かる神幸橋（三嶋神社へわたる屋根付き木橋）
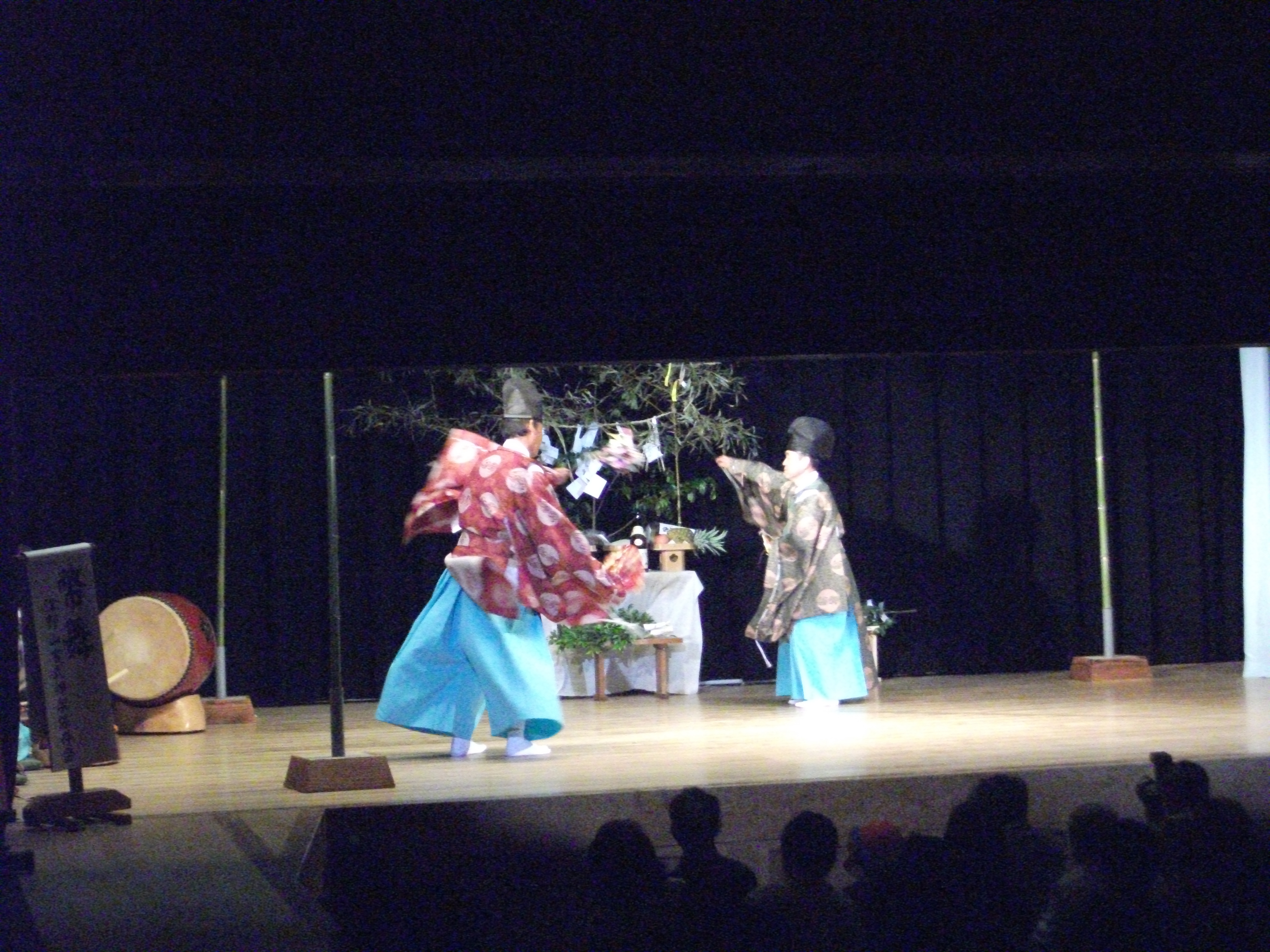
梼原町で開催の第26回四国神楽大会より
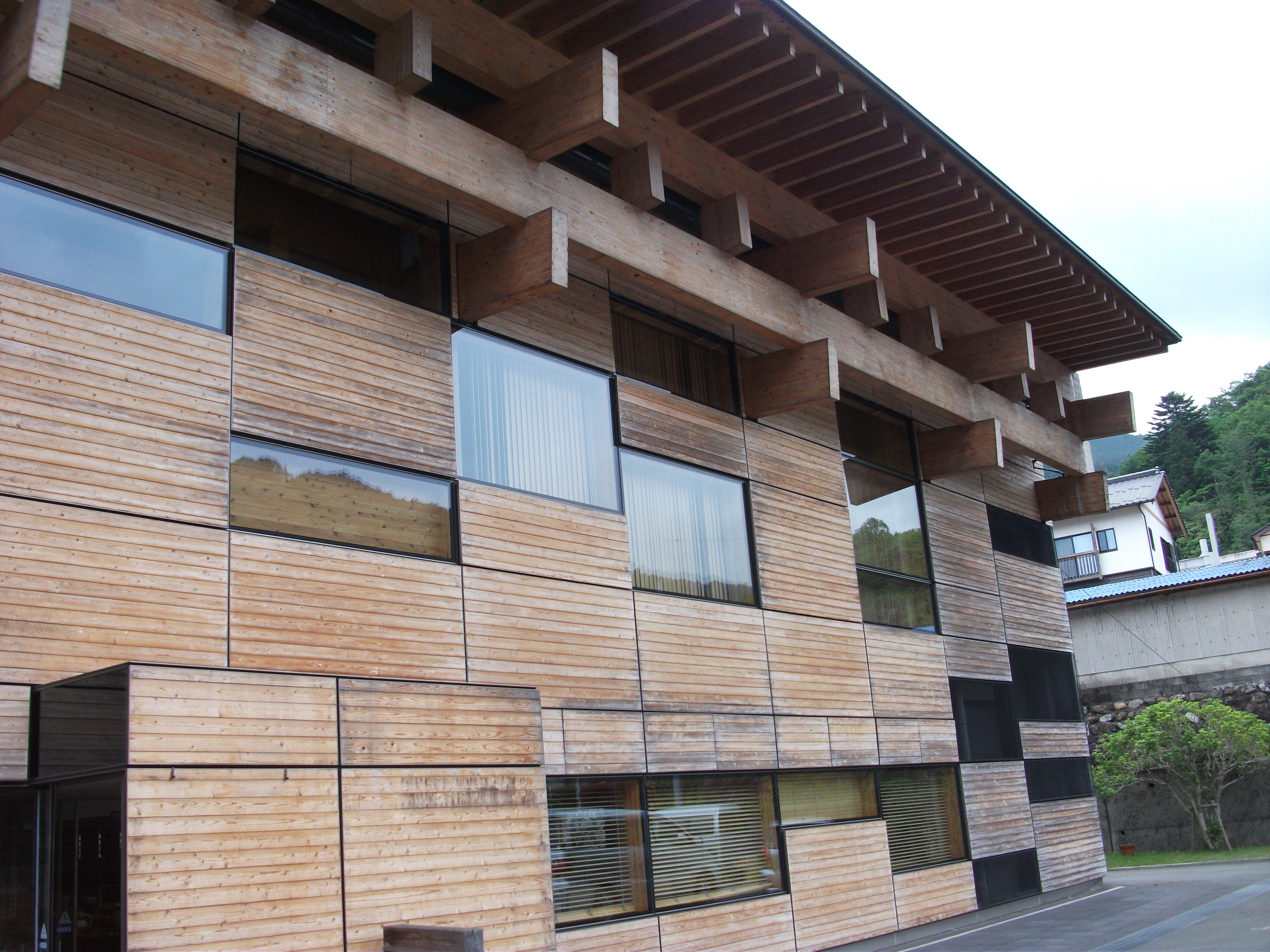
梼原町役場（隈研吾設計）
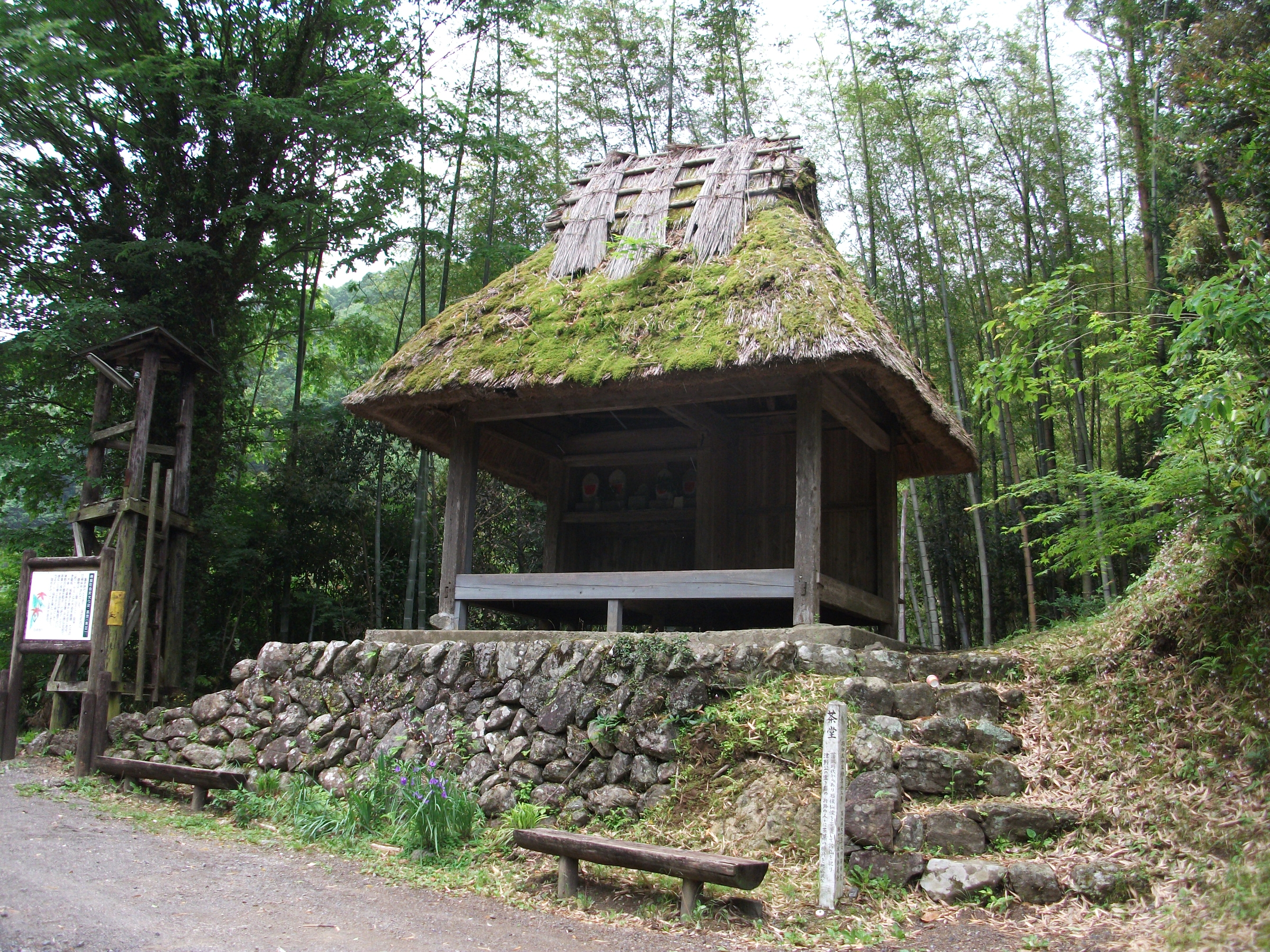
梼原町にある化粧坂の茶堂
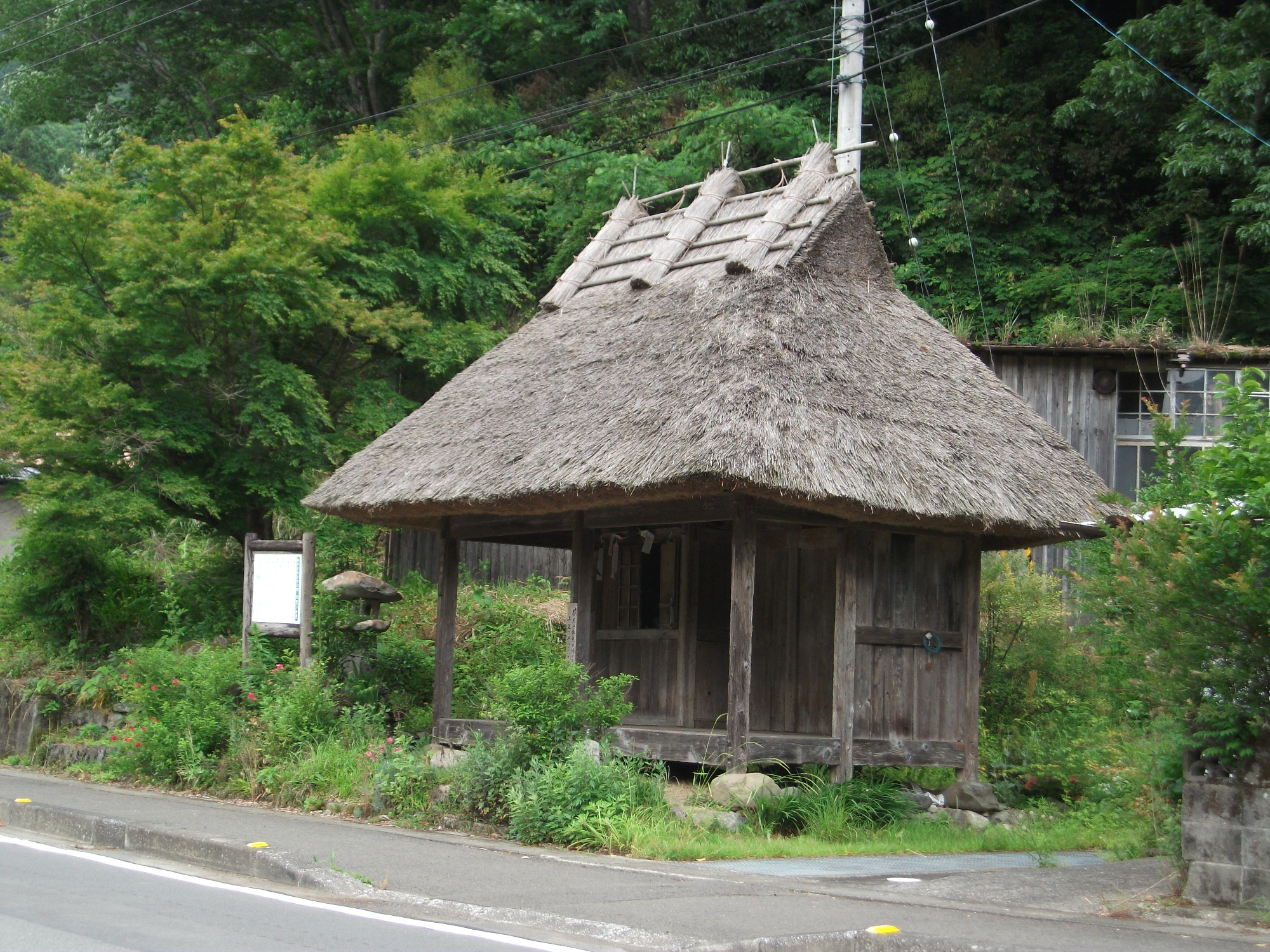
梼原町にある川西路の茶堂
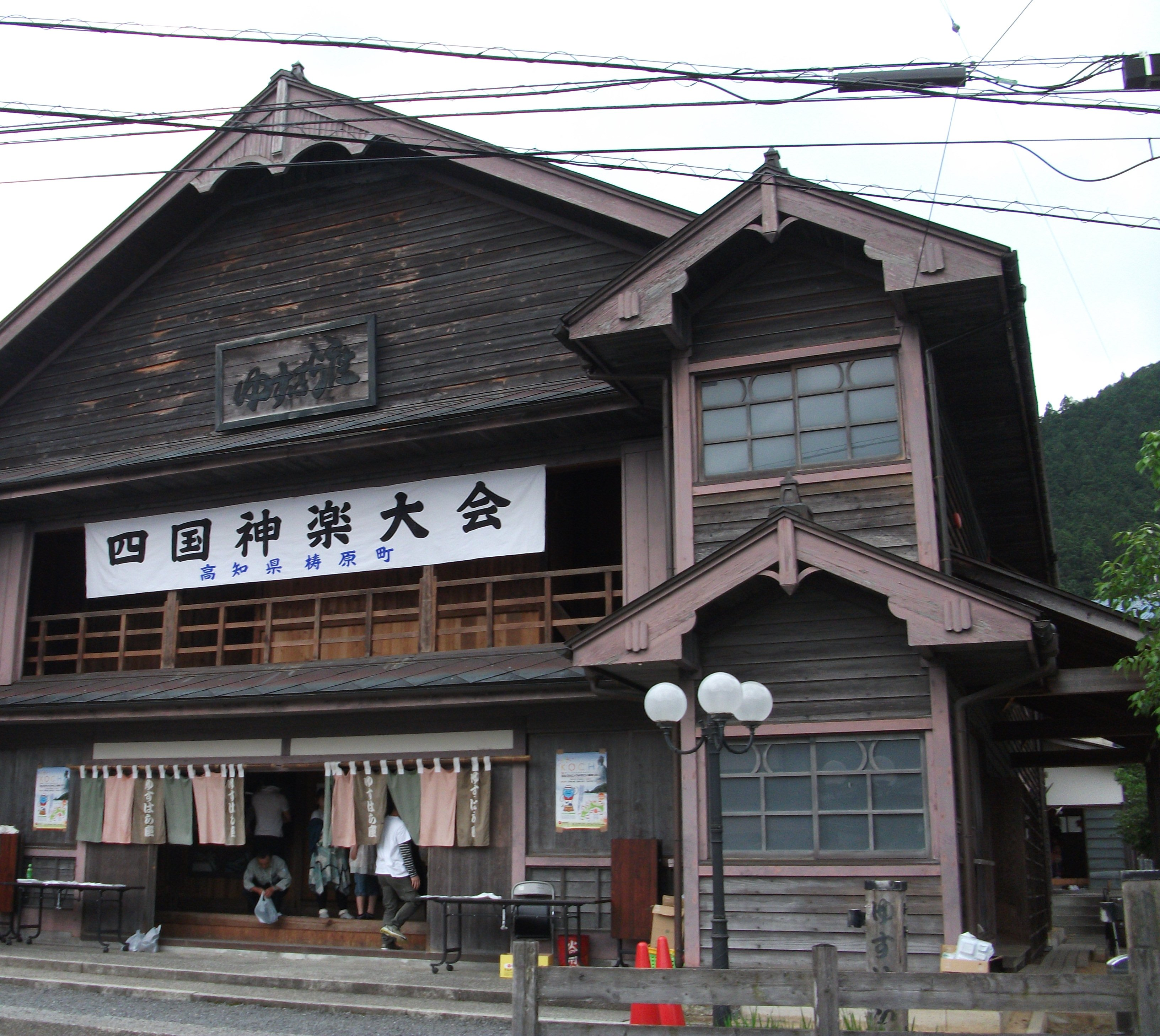
ゆすはら座